# Concavenator

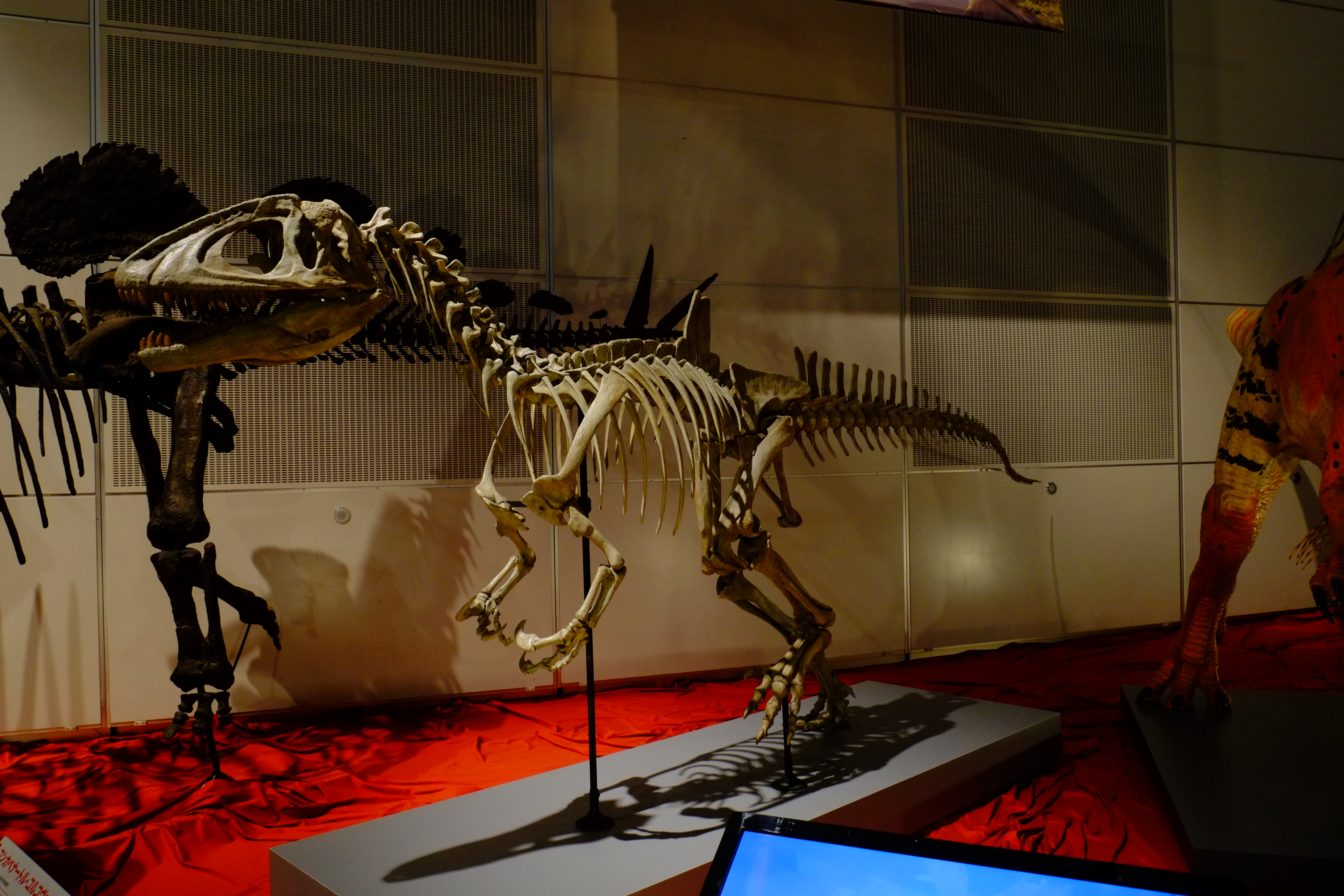
O Fosilă de Concavenator

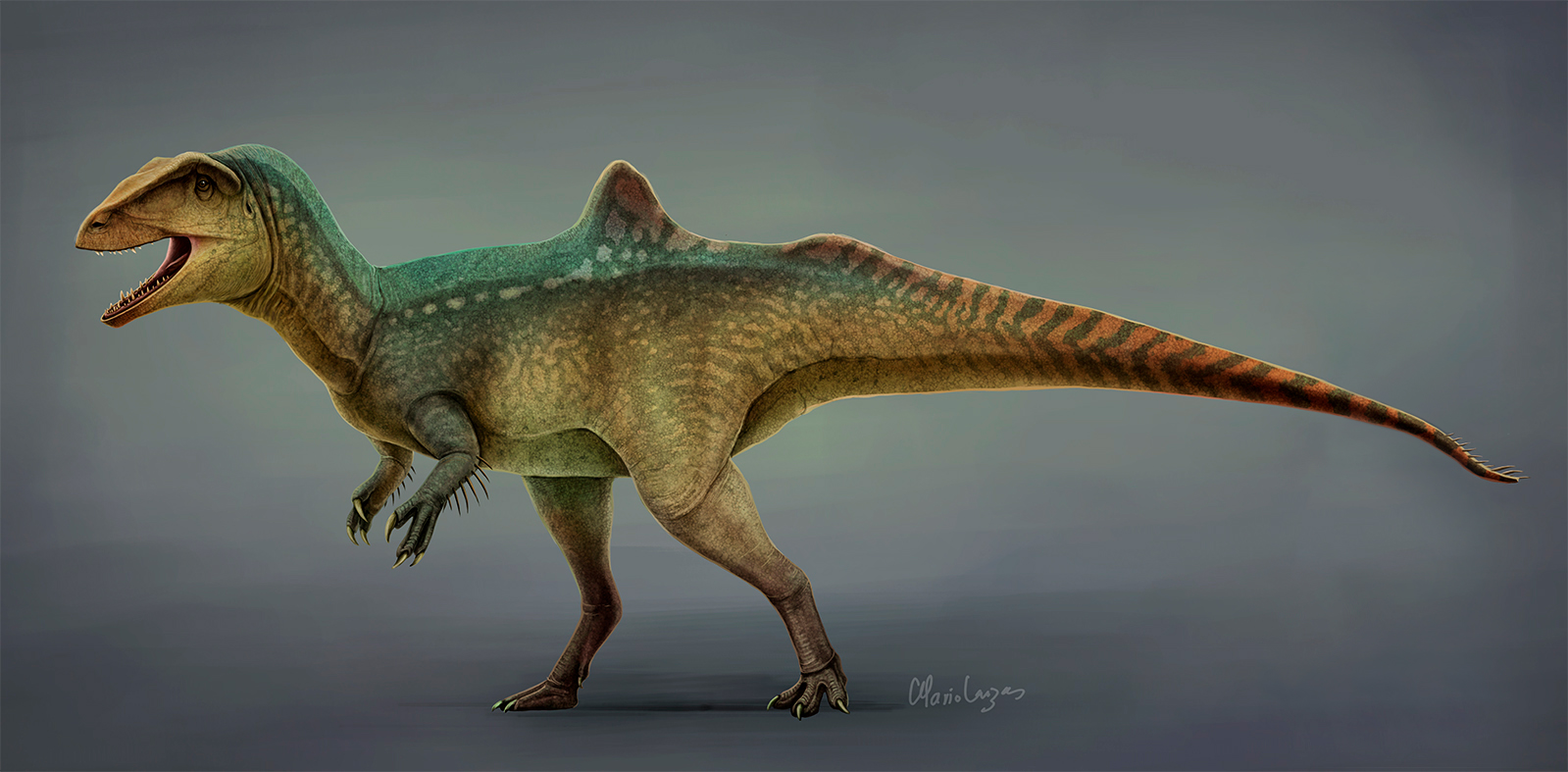
Interpretare artistica a unui Concavenator, comparat cu un om

Concavenator sau Vânătorul din Cuenca este un gen de dinozaur terapod carchadontosaurian. A trăit acum aproximativ 125 de milioane de ani, în cretacic. Concavenator este reprezentat de un singur schelet fosilizat, aproape complet, găsit în situl Las Hoyas, Spania.

### Caracteristici
Concavenator era un dinozaur de mărime medie. Specimenul găsit în situl Las Hoyas avea 6 metri lungime. Specimenul prezintă o cocoașă pe spate, formată de două vertebre alungite, probabil scopul cocoașei era termoreglator. Specimenul mai prezintă denivelări pe ulne care indică că Concavenator avea pene.